# معركة الضالع
معركة الضالع هي معركة اندلعت من أجل السيطرة على مدينة الضالع جنوب اليمن، وتدور الاشتباكات بين الحوثيون ووحدات عسكرية موالية لعلي عبد الله صالح من طرف،  والمقاومة الجنوبية الموالية للحراك الجنوبي المطالب باستعادة الدولة الجنوبية والموالي للرئيس عبد ربه منصور هادي من طرف آخر.
في 6 يونيو 2015 أصدر الرئيس عبد ربه منصور هادي قرار بتعيين العميد الركن علي مقبل صالح قائداً للواء 33 مدرع، خلفاً لعبد الله ضبعان بعد أن قامت المقاومة الجنوبية بالسيطرة على اللواء 33 مدرع وانتصرت في الحرب بقيادة عيدروس الزبيدي وشلال شائع بتاريخ 25 مايو بعدها باقل من اسبوعين اصدر الرئيس هادي قرار تعيين اللواء علي مقبل قائد للواء 33 مدرع حيث كانت عناصر اللواء مكونه من عناصر المقاومة الذي الجنوبية
في 25 مايو، سيطرة الجيش المقاومة الجنوبية على أجزاء واسعة من محافظة الضالع وعلى معسكر اللواء 33 مدرع، وبقيت الاشتباكات متقطعة في المحافظة.
في 9 أغسطس قامت المقاومة الجنوبية بالسيطرة على مناطق واسعة شمال الضالع منها مريس وقعطبة والفاخر وهي مناطق كانت تتبع اليمن الشمالي وتم ضمها لمحافظة الضالع الجنوبية بعد حرب صيف1994.

## المعركة
استولت قوات الحوثي على المباني الحكومية في مدينة الضالع في 24 مارس وسط قتال عنيف مع تقدمهم باتجاه عدن،  وأنتهت المعركة مع اللواء 33 مدرع بعد الظهيرة بمقتل 10 من المواليين لهادي. ومع ذلك، تم طرد المقاتلين الحوثيين بسرعة من الضالع و«كرش» من قبل القوات الموالية للرئيس هادي.
في 30 مارس قتل ما لا يقل عن 22 شخصاً وجرح 50 باشتباكات بين اللجان الشعبية والحوثيون.
واشتبك مسلحون من الحراك الجنوبي مع وحدات عسكرية متمردة تابعة لعلي عبد الله صالح في 31 مارس. وأصابت الغارات الجوية المتكررة مخازن للذخيرة في معسكر الصدرين، أدت لمقتل حوالي 30 من مقاتلي الحوثي وحلفائه، ومقتل 9 من مؤيدي الرئيس هادي.
وفي 1 أبريل شن طائرات تحالف عملية عاصفة الحزم ضربات جوية على معسكر اللواء 33 مدرع في الضالع، وتداولت انباء عن فرار قائده، وأجبرت الغارات الحوثيين على الانسحاب شمالاً. وقتل 10 من المسلحين المواليين للرئيس هادي في قتال شوارع مع الحوثيون.
في اليوم التالي، سيطر الموالون للرئيس هادي على الضالع، فيما لا يزال القناصون الحوثيون في المدينة،  وفي 4 أبريل، استولى الحوثيين على السجن المركزي في الضالع واطلقوا سراح 300 سجيناً، وأعطوهم الاختيار بين الانضمام إلى صفوفهم أو البقاء في السجن.
وفي 5 أبريل استهدفت غارات جوية لعاصفة الحزم مواقع للحوثيين في الضالع وأصابت الغارات منطقة سكنية وقتلت خمسة مدنيين. وفي مساء اليوم التالي، شهدت المدينة قتال عنيف سقط فيه 19 قتيلاً من المسلحين الحوثيين و15 من الموالين للرئيس هادي.
في 8 أبريل، شنت قوات التحالف المزيد من الغارات الجوية وأصابت مواقع للحوثيين في الضالع.
في 26 مايو، سيطر الجيش الموالي للحكومة على أجزاء واسعة من محافظة الضالع وعلى معسكر للواء 33 مدرع، وبقيت الاشتباكات متقطعة في المحافظة.
في 12 يونيو 2015 قتل 19 مسلحا من الحوثيين والقوات الموالية لعلي عبد الله صالح، بينهم قيادي ميداني حوثي، و7 من المقاومة الشعبية، شمالي مدينة الضالع جنوبي اليمن.
في 9 أغسطس استعاد الجيش الموالي للحكومة الشرعية والرئيس عبد ربه منصور هادي السيطرة على محافظة الضالع، بعد اشتباكات أستمرت لأكثر من شهرين.